# Kasprowy Wierch (station)
Cet article concerne la station de sports d'hiver. Pour la montagne, voir Kasprowy Wierch.
La Station de sports d'hiver de Kasprowy Wierch (prononcer : Kasprové Vièrh) est la plus haute station de sports d'hiver de Zakopane en Pologne. Elle est située dans le massif des Hautes Tatras (dans les Carpates occidentales) à la frontière de la Slovaquie et de la Pologne
La station est implantée sur les flancs de la montagne éponyme : le Kasprowy Wierch ou Kasprov vrch, haute de 1 987 m.
| Altitude Maximale      | 1959 m        |
| Altitude Minimale      | 1027 m        |
| Piste(s) Noire(s)      | 2             |
| Piste(s) Rouge(s)      | 2             |
| Téléphérique(s)        | 1             |
| Télésiège(s)           | 2             |
| Capacité des remontées | 3.450 pers./h |

## Articles connexes

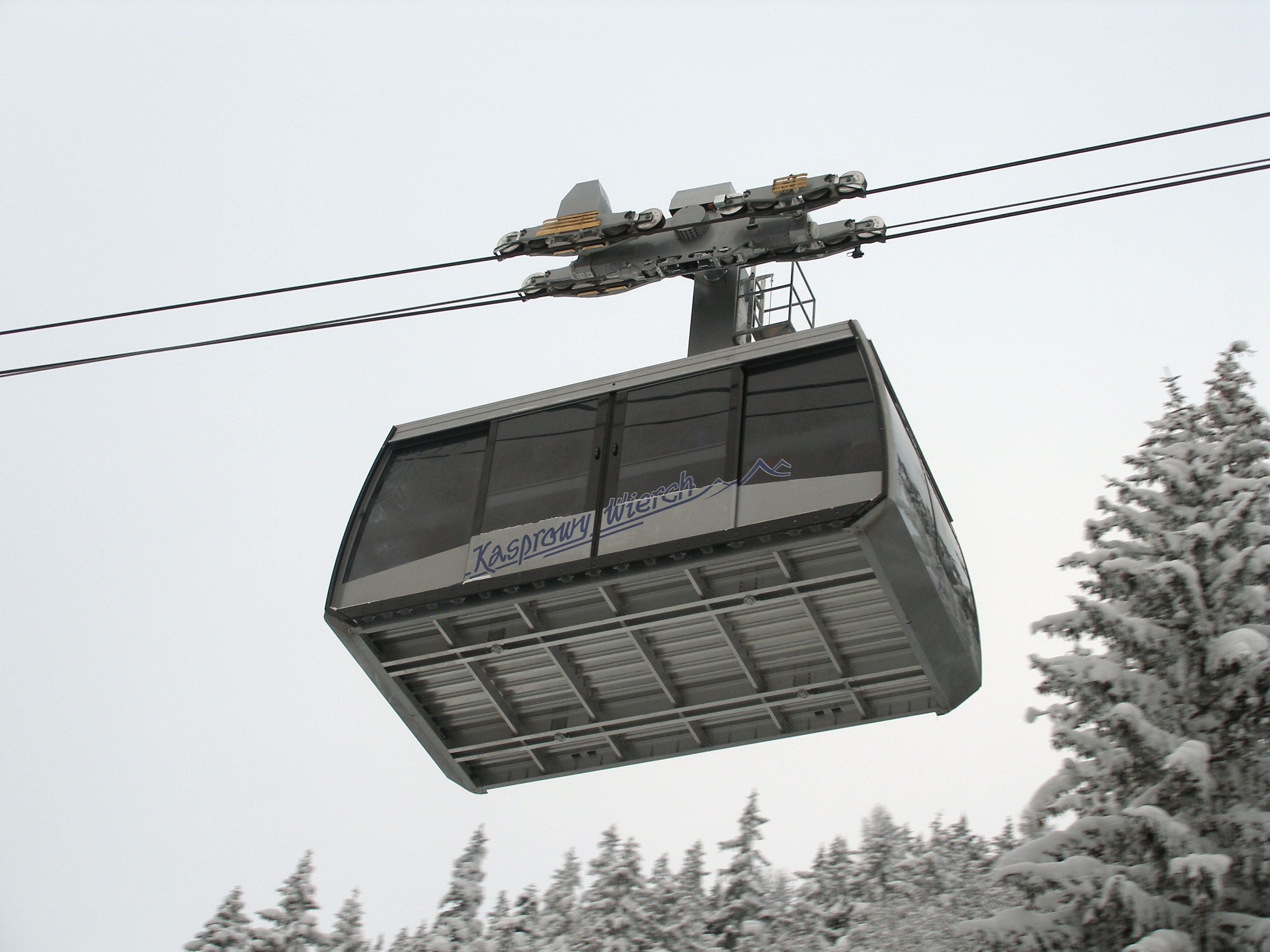
Téléphérique de Kasprowy Wierch

Hautes Tatras